# Municipio de Windsor (Míchigan)
El municipio de Windsor (en inglés: Windsor Township) es un municipio ubicado en el condado de Eaton en el estado estadounidense de Míchigan. En el año 2010 tenía una población de 6838 habitantes y una densidad poblacional de 75,28 personas por km².

## Geografía
El municipio de Windsor se encuentra ubicado en las coordenadas 42°38′6″N 84°39′47″O / 42.63500, -84.66306. Según la Oficina del Censo de los Estados Unidos, el municipio tiene una superficie total de 90.83 km², de la cual 89.33 km² corresponden a tierra firme y (1.65%) 1.5 km² es agua.

## Demografía
Según el censo de 2010, había 6838 personas residiendo en el municipio de Windsor. La densidad de población era de 75,28 hab./km². De los 6838 habitantes, el municipio de Windsor estaba compuesto por el 92.23% blancos, el 2.72% eran afroamericanos, el 0.48% eran amerindios, el 1.52% eran asiáticos, el 0.01% eran isleños del Pacífico, el 1.18% eran de otras razas y el 1.84% pertenecían a dos o más razas. Del total de la población el 3.96% eran hispanos o latinos de cualquier raza.